# Maurizio Colantoni
Maurizio Colantoni (Roma, 17 aprile 1962) è un giornalista e telecronista sportivo italiano.

## Biografia
Esordisce nel mondo del giornalismo negli anni ottanta scrivendo di cronaca e sport nelle testate Paese Sera e l'Unità. Dopo una breve esperienza con Radio Capital, dal 1996 al 2004 è inviato de l'Unità per i campionati di Formula 1 e del Motomondiale.
Nel 1999 entra in Rai come inviato sportivo (calcio, pallamano, pallanuoto, tennis, calcio a 5 e pallavolo). 
Dal 2009 commenta il volley femminile e maschile (campionati italiani e incontri della Nazionale) assieme ad altri colleghi. 
Segue varie competizioni sportive, fra cui i Giochi olimpici e le maggiori competizioni calcistiche internazionali. 
Dal 2016 è curatore e conduttore della rubrica sulla pallavolo OltreLaRete su Rai Sport, in onda fino al 2019.

## Opere
- Tutta la Forza che ho, RaiLibri, 2019, con Miriam Sylla

- LaBellaItalia, Santelli editore, Milano, 2024
 Portale Biografie Portale Editoria